# Stor-Kilholmen
Stor-Kilholmen was een van de eilanden van de Lule-archipel, maar het is door de postglaciale opheffing inmiddels vastgegroeid aan het vasteland. Het schiereiland ligt in de Rånefjärden in het noorden van de Botnische Golf en hoort bij Zweden. Het eiland heeft een rondweg, die langs de plaatselijke bebouwing voert.
Ågrundet · Alskäret · Avasjögrundet · Fågelreven · Flakaskäret · Fliggen · Furuholmen · Grangrundet · Granholmen · Hällholmen · Kilsgrundet · Köpmanholmen · Långholmen · Laxön · Laxögrundet · Lill-Kilholmen · Lönngrundet · Piltreven · Rödbergsgrunden · Sandviksreven · Skärgrundet · Skärgrundsflagan · Stor-Kilholmen · Stor-Lönngrundet · Troppen · Yttre Sandgrundet